# Magistrado administrativo
Magistrado administrativo é a designação honorífica que é dada no direito administrativo português aos delegados do Governo Central junto das circunscrições administrativas, os quais atuam como órgãos locais de administração geral e comum do Estado.
As funções e competências dos vários magistrados administrativos estavam essencialmente definidas e reguladas pelo Código Administrativo.
Com a entrada em vigor da Constituição de 1976, apenas subsistiram como magistrados administrativos os governadores civis de distrito. 
No entanto no passado, existiram também os prefeitos (magistrados administrativos provinciais), os subprefeitos (magistrados administrativos de comarca), os provedores e administradores de concelho (magistrados administrativos concelhios) e os comissários de paróquia e regedores (magistrados administrativos de freguesia). Entre 1936 e 1976, os presidentes das câmaras municipais também tiveram o estatuto de magistrado administrativo, substituindo como tal os administradores de concelho depois da extinção destes.
Desde a extinção de facto dos governadores civis em 2011, deixaram de existir na prática magistrados administrativos.